# Darla Pacheco
Darli Arni Pacheco Montañez (sinh ngày 16 tháng 4 năm 1989 tại Puerto Rico), còn được gọi là Darla Pacheco, là một người mẫu và là người đã chiến thắng danh hiệu cuộc thi sắc đẹp Puerto Rico.

## Cuộc thi sắc đẹp

### Hoa hậu Hoàn vũ Puerto Rico 2009
Vào ngày 22 tháng 10 năm 2008, Darli đã tham dự cuộc thi Hoa hậu Hoàn vũ Puerto Rico 2009 đại diện cho bang Ponce. Darli trở thành một trong hai mươi người lọt vào vòng bán kết.

### Hoa hậu Quốc tế Người đẹp 2009
Vào ngày 1 tháng 8 năm 2009, Darli đã tham dự cuộc thi Hoa hậu Sắc đẹp Quốc tế 2009 đại diện cho đất nước Puerto Rico của cô. Darli trở thành một trong năm người vào chung kết cuối cùng, sau đó cô kết thúc ở vị trí Á hậu 3. Darli cũng được đặt ở vị trí thứ hai trong cuộc thi tài năng  được tổ chức vài ngày trước sự kiện chính.

### Hoa hậu Hoàn vũ Puerto Rico 2012
Vào ngày 7 tháng 11 năm 2011, Darli đã tham dự cuộc thi Hoa hậu Hoàn vũ Puerto Rico 2012 đại diện cho thành phố Yabucoa. Cô đã hoàn thành vị trí trong Top 10 và giành giải thưởng Chân đẹp nhất.

### Hoa hậu Trái Đất Puerto Rico 2012
Vào ngày 11 tháng 8 năm 2012, Darli đã tham dự cuộc thi Hoa hậu Trái Đất Puerto Rico 2012 và đoạt vương miện. Sau đó, cô đại diện cho Puerto Rico tại cuộc Hoa hậu Trái Đất 2012 ở Philippines. Cô không có mặt trong Top 16 người đẹp nhất.

### Hoa hậu Mundo de Puerto Rico 2014
Darli đại diện cho Ponce tại Miss Mundo de Puerto Rico 2014, nơi cô đã hoàn thành vị trí trong Top 6. Người chiến thắng cuối cùng là Genesis Davila của Arroyo.